# Karakouldja
La Karakouldja (en russe : Каракульджа) est une rivière du Kirghizistan d'une longueur de 104 km qui prend sa source sur le versant sud-ouest des monts Ferghana et traverse d'est en ouest la province d'Och. C'est un affluent droit du Kara-Daria.

## Toponyme
Le village de Kara-Kouldja, chef-lieu administratif du district du même nom, prend son nom de la rivière.

## Source
- (ru) Cet article est partiellement ou en totalité issu de l’article de Wikipédia en russe intitulé « Каракульджа » (voir la liste des auteurs).